# Thorwald Jørgensen
Thorwald Jørgensen is een Nederlandse bespeler van de theremin (ook wel: "thereminist" genoemd).
Jørgensen studeerde Klassiek Slagwerk in Utrecht en Tilburg. Na zijn studie legde hij zich toe op het bespelen van de theremin. Hij studeerde interpretatie en techniek bij Saskia Boon (voormalig celliste van het Koninklijk Concertgebouworkest). Jørgensen treedt op als solist met orkesten in binnen- en buitenland.
Verschillende internationale festivals nodigden Jørgensen uit voor concerten, zoals Music and Beyond (Ottawa, Canada), Festival Electromagnética (Santiago, Chili), Rio X Harpfestival (Rio de Janeiro, Brazilië), Thereminology (Moskou en Sint-Petersburg, Rusland), Node (Lausanne, Zwitserland), Hands Off (Londen en Scarborough, UK), Without Touch (Lippstadt, Duitsland), Festival Classique (Den Haag), Gaudeamus Muziekweek,het International Film Festival Rotterdam en het Bach Festival (Dordrecht). Verder gaf Thorwald Jørgensen solo-concerten door heel Europa, Noord- en Zuid-Amerika, Canada en Rusland.
In Nederland gaf Jørgensen theremin-masterclasses aan het conservatorium van Rotterdam en Amsterdam. Inmiddels heeft hij samengewerkt met diverse gerenommeerde orkesten en ensembles, zoals Philharmonie Zuid Nederland, Brussels Philharmonic, Deutsche Kammerphilharmonie Bremen, Royal Stockholm Philharmonic, Boston Philharmonic, Orchestre Métropolitain, Bursa State Symphony, Ankara Presidential Symphony, Antalya State Symphony, de Canadian Chamber Players, het Nederlands Theater Orkest, het Zeeuws Orkest, Utrecht String Quartet en Quator CoryFeye.
Het originele repertoire dat voor de theremin is geschreven heeft Jørgensens warme belangstelling. Naast het speuren naar vergeten composities voor het instrument probeert hij ook hedendaagse componisten te inspireren tot nieuwe werken. Zo zijn er inmiddels diverse werken voor Jørgensen gecomponeerd door componisten uit Nederland, Engeland, Rusland, Canada, Oezbekistan en Libanon. In 2016 componeerde Jørgensen zijn eerste eigen werk Distant Shores voor theremin, stem en loopstation. De Canadese componist Simon Bertrand schreef een soloconcert voor theremin en orkest met de titel 'Cinq moments dans la vie trépidante de Léon Théremine'. Hij droeg het werk op aan Jørgensen, die het stuk in 2023 in première bracht met het Orchestre Métropolitain in Montreal.

## Instrument

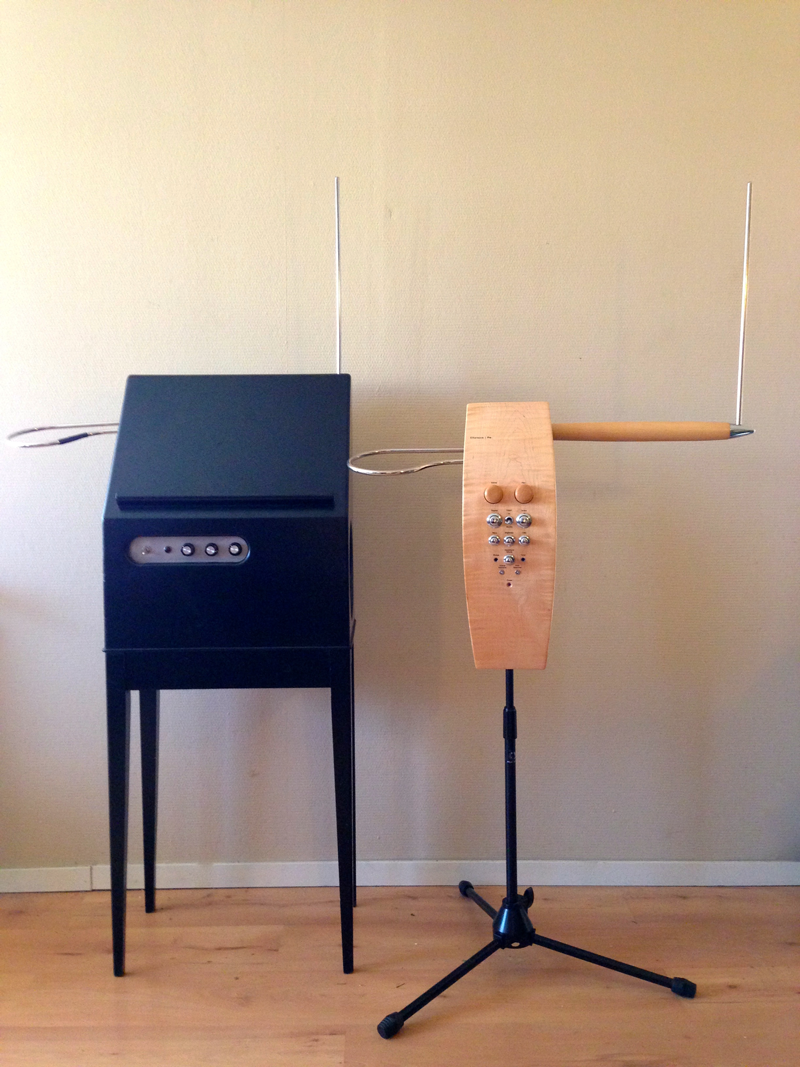
Op maat gemaakte theremin en Moog Etherwave Pro theremin

Jørgensen bezit een speciaal voor hem vervaardigd instrument, waarvan de vormgeving én het geluid geïnspireerd zijn op de originele RCA theremin uit de jaren 30. Het instrument is gebouwd door Thierry Frenkel (techniek) en Michel Chazot (behuizing).
Momenteel bespeelt hij een Moog Etherwave Pro.